# 豊川空襲
豊川空襲（とよかわくうしゅう）は、第二次世界大戦末期アメリカ軍により行われた愛知県豊川市に対する空襲。
当時、豊川市には軍需工場豊川海軍工廠があり、本土空襲が始まってから豊川市及び近隣地域では度々空襲があった。そのうち1945年（昭和20年）8月7日の豊川海軍工廠への空襲が最大の被害であった。

## 概要
愛知県豊川市穂ノ原には1939年(昭和14年)12月に開庁した軍需工場の豊川海軍工廠があり、機銃や弾丸製造では当時日本最大の工廠で、最盛期には6万人以上の人が24時間生産体制で働いていた。
海軍工廠防衛のため高角砲を備えた砲台を1943年（昭和18年）11月に宝飯郡御津町(現豊川市)の大恩寺山（現名称御津山）に大恩寺山砲台を設けたほか、牛久保（現四ツ谷町近辺）に豊川砲台を設けていた。1944年（昭和19年)秋ごろから八名郡三上村（現豊川市）の権現山に砲台の建設に着手した。
本土空襲が本格化した1945年（昭和20年）1月に宝飯郡御津町（現豊川市御津町）で空襲があって以降、海軍⼯廠及び近隣地域にも度々空襲があり死者も出ていた。
1945年（昭和20年）8月7日午前10時過ぎ、豊川海軍工廠にアメリカ軍機（B-29）の大編隊が知多半島方向より飛来し大量の爆弾が投下された。空襲は30分ほど続き被害は2,500人以上の死者とその数倍の負傷者が出て海軍工廠施設のほとんどが破壊された。また、海軍工廠周辺も被弾し一般市民にも空襲被害が及んだ。

## 沿革
1944年（昭和19年）11月ころ、本土空襲が始まると上空を通過する敵機が目撃されるようになる。
1945年（昭和20年）1月以降、海軍工廠及び周辺への空襲が発生し始める。

### 主な空襲被害
1945年（昭和20年）
- 1月23日、宝飯郡御津町（現豊川市御津町）豊沢地内、爆弾[6]。
- 2月15日、和通（現新豊町付近)・麻生田町・谷川町地内、爆弾、死者2人[5][7][注釈 1]。
- 2月？日、海軍工廠、爆弾、犠牲者6～7人[7]。
- 5月17日、宝飯郡一宮村江島（現江島町）地内、焼夷弾、死者1人[5]。
- 5月19日、海軍工廠、爆弾、死者40人[8]。土筒町・当古町・三谷原町雨谷地内、爆弾、死者７人[5]。
- 6月20日、下長山町・中条町地内、焼夷弾[5]。御津町下佐脇地内、焼夷弾[6]。
- 6月26日、北金屋町地内、爆弾、死者1人[5]。
- 7月1日、海軍工廠上空から宣伝ビラがまかれる[8]。
- 7月15日、海軍工廠、機銃掃射。本御油駅（現御油駅）、死者１人[5]。
- 7月20日、海軍工廠、機銃掃射[7]。
- 7月24日、海軍工廠上空から降伏を勧めるビラがまかれる[8]。
- 7月25日、海軍工廠、機銃掃射[5]。
- 7月30日、海軍工廠、機銃掃射[8]。
- 8月2日、国府町地内、機銃掃射、死者1人（電車乗客）[5]。
- 8月7日、海軍工廠・工廠周辺、爆弾3,256発[注釈 2]、死者2,500人以上[10]。御津町西方・上佐脇地内、爆弾、死者34人、引佐郡都田村（現浜松市浜名区）地内、爆弾、死者3人[5]。

## 8月7日空爆作戦の経過
- 1944年（昭和19年）11月23日午後0時30分頃、偵察機F-13（B-29を改造した写真偵察用偵察機）により、豊川海軍工廠一帯の写真を撮影[11]。
- 1945年（昭和20年）8月6日、豊川海軍工廠を第1目標とした空爆作戦「第20航空軍本部命令第15号」発令[12]
- 1945年（昭和20年）8月7日
  - 午前2時40分～4時頃、グアム島・テニアン島・サイパン島の各基地より４航空団B-29爆撃機計131機が離陸[13]。
  - 午前6時30分、航空団が第一集合点硫黄島付近に到達。同じころ豊川海軍工廠爆撃隊の護衛のためP51戦闘機48機が硫黄島より離陸[注釈 3][13]。
  - 午前9時48分、先頭の航空団が尾鷲付近に到達[13]。
    - 午前8時53分、（国内）三重県志摩半島沖を通過する編隊をレーダーが補足[14]。

  - 午前10時00分、先頭の航空団が松坂付近に到達。進路を知多半島羽豆岬へ向ける[13]。
    - 午前10時6分、（国内）B-29群団が知多半島上空を通過。豊川海軍工廠へ向かうことが判明[14]。
    - 午前10時0？分、（国内）豊川海軍工廠で空襲警報発令[14]。

  - 午前10時10分ごろ、蒲郡上空を通過[14]。
    - 午前10時13分、（国内）大恩寺山砲台高角砲一斉射撃開始。豊川砲台高角砲も砲火[14]。

  - 午前10時13分、目標地点（豊川海軍工廠への空爆地点）に到達。地上より大口径砲にて対空砲火を受ける中、先頭のB-29爆撃機12機による豊川海軍工廠への爆撃を開始[15]。
    - 午前10時？？分、（国内）大恩寺山砲台高角砲により1機に命中[16][17]。

  - 午前10時3？分[14]、B-29爆撃機1機が予定より早く投下、御油駅（現愛知御津駅）周辺に着弾（御津町西方、及び、上佐脇付近）[18][19]。
  - 午前10時32分、目標爆撃を終えた1機が残弾を投下、引佐郡都田村付近（現浜松市）に着弾[19]。
  - 午前10時39分、豊川海軍工廠への爆撃が終了、爆撃終了後旋回し洋上へ向かう[15]。
  - 16時07分～、基地へ帰投。1機の損傷が酷く硫黄島付近で墜落[15]。

目標上空へ到達した機数125機、そのうち目標へ爆撃したのは124機、爆撃の時間26分間、投下した500ポンド爆弾（250キロ爆弾）3,256発。
目標周辺での日本戦闘機による迎撃はなく、対空砲火により損害を受けたのは目標に到達したB-29爆撃機125機中21機であるが作戦への影響は無かった。
尚、第1目標の豊川海軍工廠へ目視爆撃が出来なかった場合、第2目標は横須賀の航空機工場攻撃が予定されていた。その場合の護衛としてP-51戦闘機52機が伊豆大島上空で待機、豊川海軍工廠への爆撃が成功したため代替任務に移行、相模湾周辺の送電設備、鉄道施設、及び、横須賀の航空機工場周辺海域のレーダー施設・貨物船などを攻撃した。

## 被害
- この空襲で豊川海軍工廠の建物は約9割が被災、工廠内の生産機能を失った。空襲の直後、善後策を講じたものの間もなく終戦を迎えた[21]。工廠周辺にも被害は及び、建物では豊川海軍共済病院は焼失し工員寄宿舎・民家等も被災している[5]。

- 海軍工廠で働いていたのは職員・工員の他、徴用工員・女子挺身隊等が多数を占め、勤労動員されていた中学生・女学生・国民学校高等科児童も多く[2]、空襲犠牲者は10代が5割以上・20代を含めると8割に上る[22]。

- 8月7日の豊川空襲の犠牲者数は正確にはつかめてはいない[注釈 4]。死者は軍の発表では2,477人、1946年（昭和21年）豊川稲荷境内西側に建てられた「豊川海軍工廠戦没者供養塔」には工廠関係者の戦没者名が刻まれその数2,544人となっている[10]。近年の資料『新編豊川市史』[10]では2,667人としている[注釈 5]。負傷者は1万人を上回るといわれている[23]。

- 負傷者は豊川海軍共済病院が焼失したため工員養成所を仮病院として収容。しかし負傷者が多く周辺にあった共済病院分院の他、寄宿舎、学校、寺院、一般民家にも収容することになった。また、負傷したものの診察・処置を受けなかった人も相当数いたとみられている[24]。

- 遺体の収容は空襲直後から始まり終戦を迎えた8月15日にも続けられ8月末までかかったといわれている。収容された遺体は市内に仮埋葬された[24]。

- 空襲から6年後1951年（昭和26年）6月より墓地からの遺体収容が始まり遺骨が遺族に引き渡され、引き取り手の無かった遺骨は呉の海軍共同墓地へ埋葬された[24]。尚、収容された遺骨のうち氏名が判明したのは1割程度であった[25]。

## 備考
- 1946年（昭和21年）には豊川稲荷北西部に海軍工廠戦没者供養塔が建立され、毎年8月7日に豊川稲荷では空襲による犠牲者の霊を慰める年忌法要が営まれてきた。2020年（令和2年）、その中心を担ってきた八七会が活動を終了した[26]。
- 盆踊りをメインとした「豊川みたま祭り」が催されている[27]。
- 2018年（平成30年）、豊川海軍工廠の跡地の一角に豊川海軍工廠平和公園が開園した[28]。園内の豊川市平和交流館では豊川海軍工廠と豊川空襲に関する資料の展示が行われている[29]。
- 呼称について「豊川空襲」[30]、「豊川海軍工廠大空襲」[31]、「豊川海軍工廠空襲」[32]等がある。